# Nacho Pérez
Ignacio Pérez Santamaría, más conocido como Nacho (Málaga, 24 de junio de 1980), es un exfutbolista español. De familia de futbolistas, su padre José Ignacio Pérez Frías y su tío Juan Carlos Pérez Frías hicieron carrera en el CD Málaga. Actualmente es segundo entrenador de la U. D. Almería de la Primera División de España.

## Trayectoria

### Como jugador
Jugador interior zurdo, se le ha definido como futbolista polivalente, ya que ha jugado de extremo, lateral e incluso de medio centro. A lo largo de su carrera han sido varios entrenadores, como Bernd Schuster o Antonio Tapia, quienes lo han solicitado, argumentando su entrega en el campo, su visión de juego y sus cualidades técnicas.
Tuvo sus primeros contactos con el fútbol en el club Puerto Malagueño, pasando más tarde por el Málaga B. Junto con otros compañeros como Alexis, Juan Rodríguez o Calatayud, constituyó esa generación de jóvenes canteranos malagueños que hicieron historia, ascendiendo con el filial blanquiazul desde Tercera a Segunda en dos años consecutivos, siendo en ese momento el Málaga Club de Fútbol el único equipo de Primera División de España con su filial en Segunda, durante las temporadas 2003/04, 2004/05 y 2005/06.
Debutó con el primer equipo del Málaga C.F. en 2002, comenzando así su andadura en primera división y pasando por equipos como el Levante en calidad de cesión y el Getafe al que fue traspasado. Durante su período con el club madrileño fue finalista de la Copa del Rey, fue cedido durante 5 meses a la Real Sociedad y durante una temporada completa al Málaga CF.
Tras siete temporadas consecutivas jugando en equipos de Primera, firmó con el Real Betis en Segunda División, con la intención de volver al equipo a la categoría de oro, donde permaneció cinco temporadas, llegando a ser capitán del equipo, donde acabaría retirándose.

### Como entrenador
Comenzó su etapa en los banquillos en 2016, formando parte de la estructura del Málaga Club de Fútbol.
Desde 2016 a 2018, Nacho sería segundo entrenador de Alejandro Acejo en el CD San Félix, segundo equipo juvenil del Málaga CF, que militaba en División de Honor Juvenil. En la temporada 2017-18, lograría plaza para disputar la Copa del Rey juvenil tras quedar segundo al final de la Liga regular.
En la temporada 2018-19, dirige al Juvenil "B" de Liga Nacional.
En julio de 2019, firma como entrenador del Juvenil "A" del Málaga Club de Fútbol, al que dirige durante dos temporadas, llegando en la temporada 2020-21 a ser campeón del Grupo 4 y semifinalista en la Copa de Campeones.
En julio de 2021, se convierte en entrenador del Antequera C. F. de la Segunda Federación. El 30 de marzo de 2022, sería destituido al frente del conjunto antequerano.
En la temporada 2022-23, firma como entrenador del Málaga Club de Fútbol (femenino).
El 21 de septiembre de 2022, tras la contratación de Pepe Mel como entrenador del Málaga Club de Fútbol de la Segunda División de España, se convierte en segundo entrenador del técnico madrileño. En el mes de enero son destituidos del equipo andaluz debido a la mala situación del equipo, que finalmente acabaría descendiendo a la categoría de Primera Federación.
En diciembre de 2023 se convierte en el segundo entrenador del O.F.I. Creta F.C., con contrato hasta junio de 2024, pero Pepe Mel llega a un acuerdo con el club en febrero para rescindir su contrato. Desde el 13 de marzo de 2024 es el segundo entrenador de la U. D. Almería, quien se hizo con los servicios de Pepe Mel tras la destitución de Gaizka Garitano.

## Clubes

### Como jugador
| Club                   | País   | Año       | Partidos | Goles |
| ---------------------- | ------ | --------- | -------- | ----- |
| Málaga C               | España | 2002-2003 | 5        | 2     |
| Málaga B               | España | 2003-2004 | 41       | 2     |
| Levante UD (cesión)    | España | 2004-2005 | 27       | 4     |
| Málaga CF              | España | 2005-2006 | 32       | 3     |
| Getafe C.F.            | España | 2006-2007 | 33       | 0     |
| Real Sociedad (cesión) | España | 2008      | 18       | 1     |
| Málaga CF (cesión)     | España | 2008-2009 | 35       | 1     |
| Real Betis Balompié    | España | 2009-2014 | 162      | 1     |

### Como entrenador
| Club                              | País   | Año       |
| --------------------------------- | ------ | --------- |
| CD San Félix (2º entrenador)      | España | 2016-2018 |
| Málaga C. F. Juvenil "B"          | España | 2018-2019 |
| Málaga C. F. Juvenil "A"          | España | 2019-2021 |
| Antequera CF                      | España | 2021-2022 |
| Málaga C. F. (femenino)           | España | 2022      |
| Málaga C. F. (2º entrenador)      | España | 2022-2023 |
| O.F.I. Creta F.C. (2º entrenador) | Grecia | 2023-2024 |
| U. D. Almería (2º entrenador)     | España | 2024-     |